# Curtice (Ohio)
Curtice es un lugar designado por el censo ubicado en el condado de Ottawa en el estado estadounidense de Ohio. En el Censo de 2010 tenía una población de 1526 habitantes y una densidad poblacional de 162,04 personas por km².

## Geografía
Curtice se encuentra ubicado en las coordenadas 41°36′57″N 83°22′27″O / 41.61583, -83.37417. Según la Oficina del Censo de los Estados Unidos, Curtice tiene una superficie total de 9.42 km², de la cual 9.42 km² corresponden a tierra firme y (0%) 0 km² es agua.

## Demografía
Según el censo de 2010, había 1526 personas residiendo en Curtice. La densidad de población era de 162,04 hab./km². De los 1526 habitantes, Curtice estaba compuesto por el 97.12% blancos, el 0.2% eran afroamericanos, el 0.2% eran amerindios, el 0.85% eran asiáticos, el 0% eran isleños del Pacífico, el 0.33% eran de otras razas y el 1.31% pertenecían a dos o más razas. Del total de la población el 2.49% eran hispanos o latinos de cualquier raza.